# Потяг дурнів
«Потяг дурнів» — радянський художній фільм 1989 року, знятий режисером Маром Байджиєвим на кіностудії «Киргизфільм».

## Сюжет
Філософська притча. Кілька пасажирів мчать у поїзді невідомо куди і у кожного свої проблеми.

## У ролях
- Мухтар Бахтигерєєв — пасажир потягу
- Софія Горшкова — пасажир потягу
- Олена Костіна — пасажир потягу
- Віктор Хаптаханов — Алік, пасажир потягу, старший лейтенант зв'язку, військовий
- Валентина Березуцька — тітка Валя, провідниця
- Данило Нетребін — нервовий ветеран, чоловік провідниці Валі
- Ходжиакбар Нурматов — пасажир потягу
- Раджаб Адашев — Адашев, лейтенант міліції
- Бекзод Мухаммадкарімов — Юсуп, буфетник у потязі
- Шахіда Узакова — лікар
- Борис Батанов — проїзний злодій

## Знімальна група
- Режисер — Мар Байджиєв
- Сценарист — Мар Байджиєв
- Оператори — Абдурахім Ісмаїлов, Ельдор Іскандеров
- Композитор — Шандор Каллош
- Художник — Євген Пушин